# Obama nungara
Espèce
Obama nungara est une espèce de vers plats terrestres du genre Obama et de la famille des Geoplanidae. Originaire d'Argentine et du Brésil, cette espèce est considérée comme invasive en Europe, principalement le long de la côte atlantique. De nombreuses inquiétudes portent sur son impact délétère sur la faune du sol, notamment les vers de terre.

## Étymologie
L’épithète nungara, d'un mot Tupi signifiant similaire, semblable, lui a été attribué du fait de sa ressemblance avec O. marmorata.

## Description

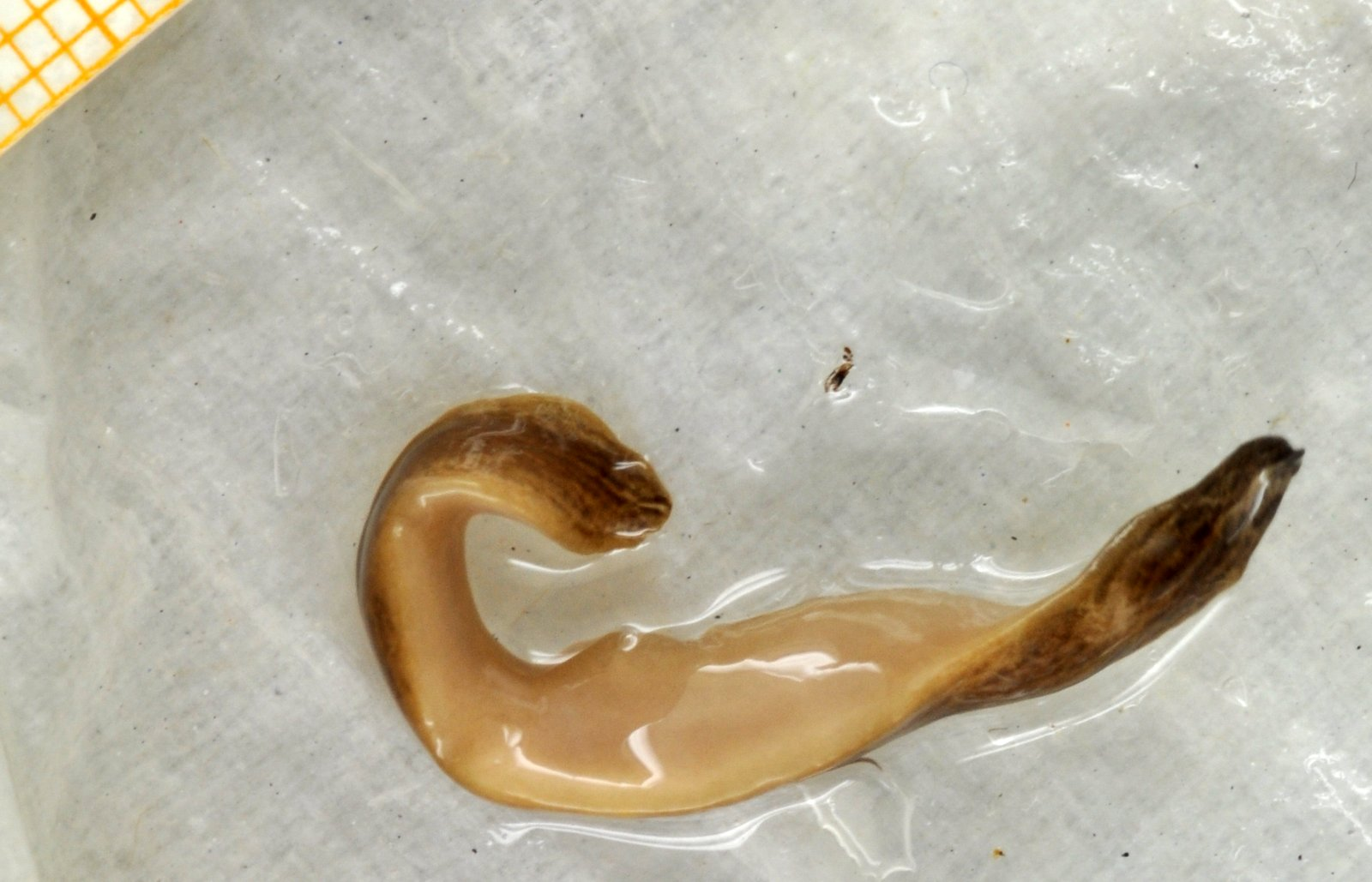
Obama nungara montrant sa face ventrale.

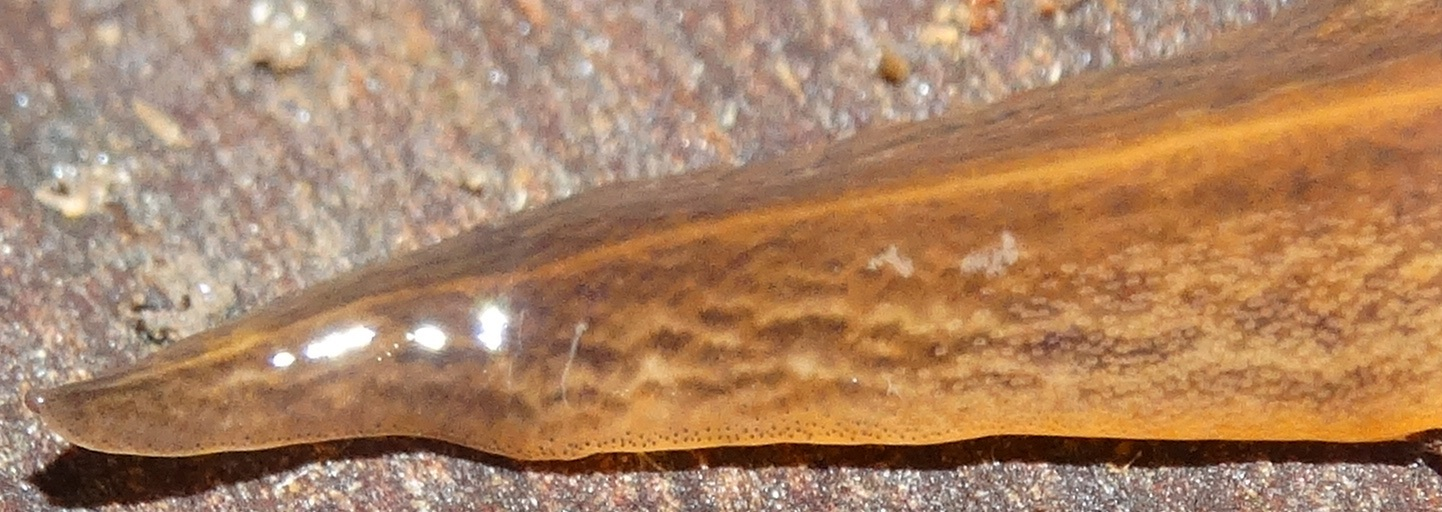
Détail d’Obama nungara montrant l'extrémité antérieure. Les nombreux yeux sont visibles sur le côté (points noirs) et sur le dos (points clairs).

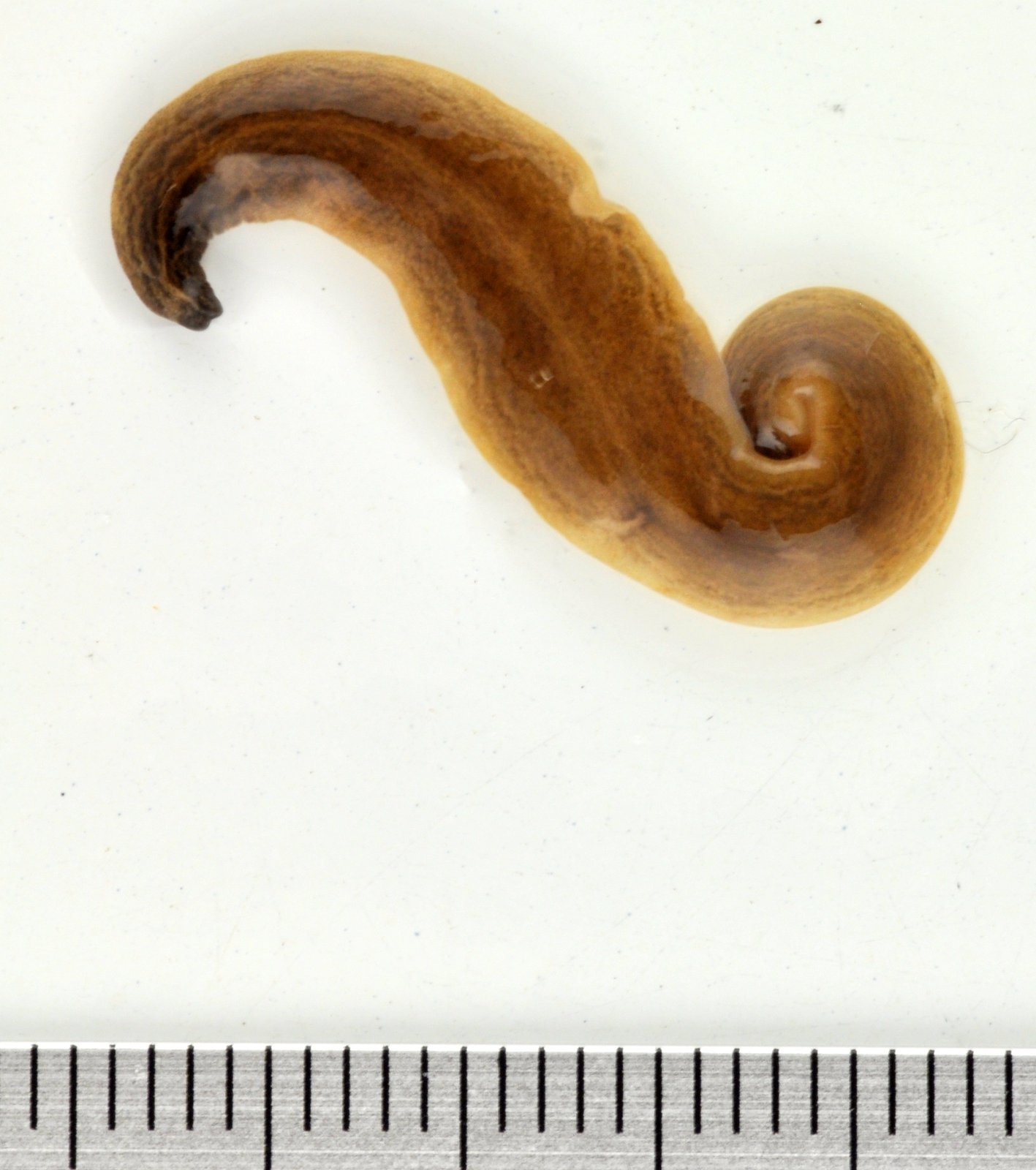
Obama nungara, spécimen trouvé à Lamballe, Côtes-d'Armor, France.

Obama nungara est un Plathelminthe terrestre de taille moyenne au corps lancéolé, pouvant mesurer jusqu'à 70 mm de long. Sa face dorsale est de couleur jaune d'or à miel avec des taches brunes à noires se regroupant en stries longitudinales irrégulières donnant ainsi une apparence marbrée. Généralement une fine ligne longitudinale plus claire court au milieu du dos ; elle est parfois soulignée par une concentration diffuse de pigmentation brune sur ses bords. Cette ligne n'est pas apparente chez tous les individus. La face ventrale est d'une coloration uniforme crème à gris clair.

 

Comme pour la plupart des espèces du genre Obama, O. nungara a des centaines d'yeux répartis le long du corps. Ils forment une rangée unique à l’extrémité avant, puis au bout de quelques millimètres se répartissent en plusieurs séries réparties sur un tiers de la largeur de chaque côté du dos. Les yeux dorsaux sont entourés de halos plus clairs.

 

Du point de vue de sa coloration, O. nungara est très proche d’Obama marmorata, une espèce avec laquelle il vit en sympatrie dans le sud du Brésil. En conséquence, O. nungara a été initialement confondu avec O. marmorata.

 

Sa reproduction est sexuée. Ses « cocons de ponte » ont la forme de petites boules d'environ 4-5 mm.

 

## Écologie

### Comportement
Obama nungara est un prédateur nocturne qui se calfeutre en journée sous des pierres. Dans les jardins particuliers, le ver plat se cache sous les dalles, sous les pots de fleurs... Il peut être visible dès la tombée de la nuit, se déplaçant vivement. Il chasse ses proies en les repérant avec ses très nombreux yeux. Une fois sa proie repérée et approchée, il la bloque de son corps et déploie son pharynx, une partie de son système digestif, pour l'absorber.

### Régime alimentaire
Dans le sud du Brésil, O. nungara (identifié comme O. marmorata) se nourrit de la planaire terrestre envahissante Endeavouria septemlineata.
Il a été rapporté qu’Obama nungara se nourrit de vers de terre, de limaces, d'escargots terrestres et d'autres espèces de vers plats. En conséquence, cette espèce peut constituer une menace pour les populations natives de ces invertébrés en Europe, notamment les Lumbricidae qui représentent un facteur majeur de la fertilité des sols européens,. Plus précisément, une étude de 2022 basée sur le métabarcodage du contenu intestinal de spécimens d’O. nungara collectés en France a montré que le ver plat consomme une grande diversité d'espèces de vers de terre. Bien qu’O. nungara soit connu pour vivre au-dessus du sol, les vers de terre consommés sont tout autant des espèces vivant en profondeur dans le sol (endogés) que des espèces de surface (épigés et anéciques),.

## Aire de répartition

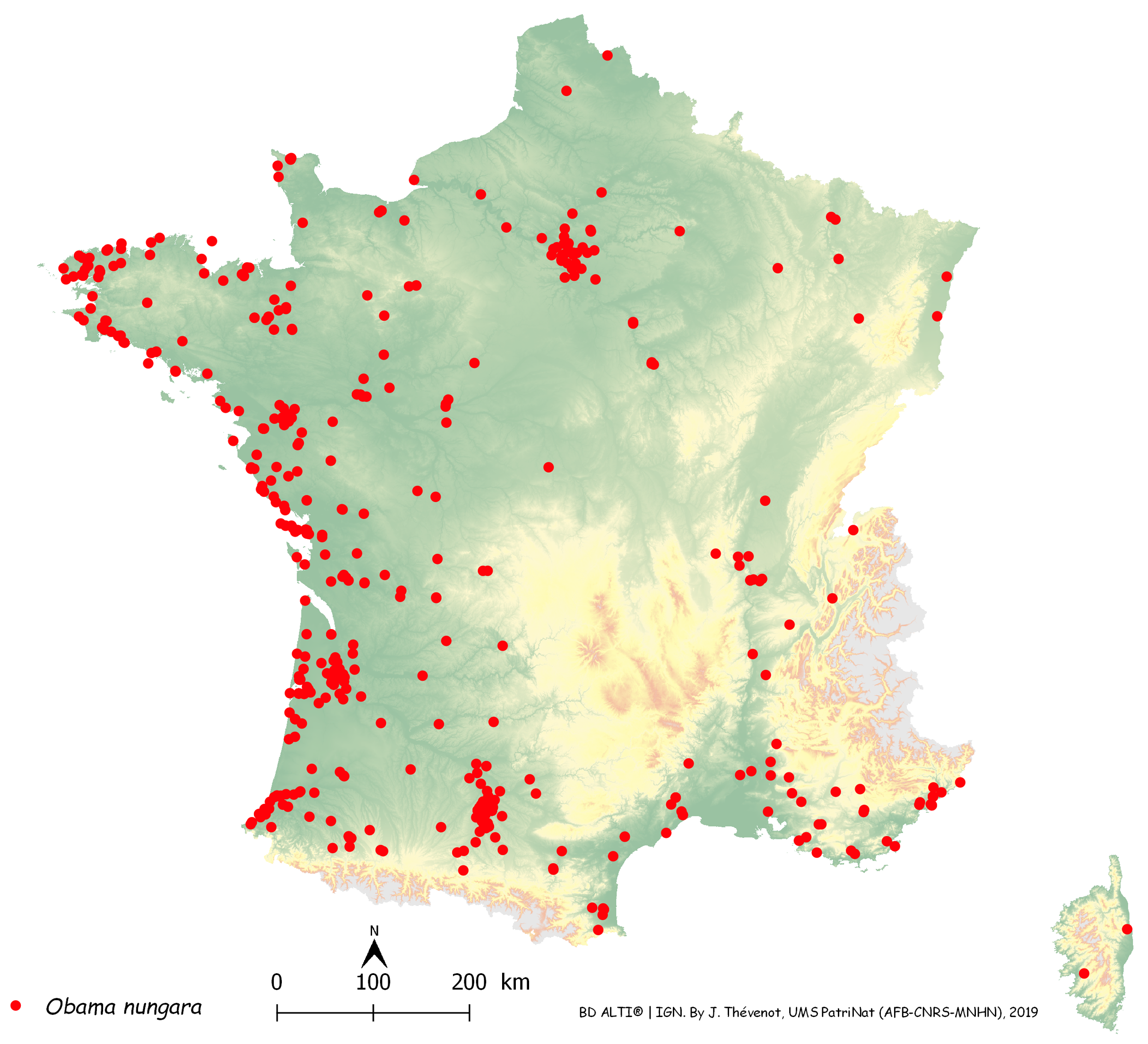
Invasion de la France métropolitaine par Obama nungara - chaque point rouge est un signalement.

L'espèce est originaire d'Amérique du sud et a été introduite accidentellement en Europe où elle devient envahissante,,,,. Originellement présente en Argentine et au Brésil, l'espèce est maintenant répertoriée en Europe en Espagne, au Portugal, en France, au Royaume-Uni, en Italie, en Belgique et en Suisse.

En France, Obama nungara a été signalé dans 72 des 96 départements de France métropolitaine. L’espèce est particulièrement abondante le long de la côte atlantique, de la frontière espagnole à la Bretagne, et le long de la côte méditerranéenne, de la frontière espagnole à la frontière italienne. Plus de la moitié des signalements provenaient d’une altitude inférieure à 50 m et aucun signalement ne dépassait 500 m ; les régions montagneuses telles que les Alpes, les Pyrénées et le Massif central ne sont pas envahies. L’abondance locale peut être impressionnante, avec des centaines de spécimens trouvés dans un petit jardin.

Obama nungara a été repéré pour la première fois à La Réunion en 2020, ce qui constitue la première mention en Afrique pour cette espèce.

## Systématique
Le nom valide complet avec auteur de ce taxon est Obama nungara Carbayo, Alvarez-Presas, Jones & Riutort, 2016.

### Publication originale
1. 1 2 3 4  
(en) Fernando Carbayo, Marta Álvarez-Presas, Hugh D. Jones et Marta Riutort, « The true identity of Obama (Platyhelminthes: Geoplanidae) flatworm spreading across Europe: Obama in Europe », Zoological Journal of the Linnean Society, vol. 177, no 1,‎ mai 2016, p. 5–28 (DOI 10.1111/zoj.12358, lire en ligne)